# William Robert Woodman

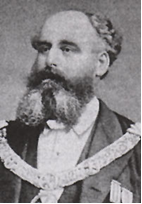
W. Robert Woodman

William Robert Woodman (* 1828 in Jeevo, England; † 20. Dezember 1891 in London) war ein englischer Arzt, Freimaurer, Rosenkreuzer und einer der Gründer des Hermetic Order of the Golden Dawn.

## Leben und Wirken
William Robert Woodmann studierte in London Medizin und erwarb 1851 den Doktortitel. Danach war Woodman praktizierender Arzt in Victoria Villas, Stoke Newington. Er wurde Sekretär der 1868 gegründeten Societas Rosicruciana in Anglia (Rosenkreuzer-Gesellschaft). Diese Gesellschaft war eine gelehrte und zeremonielle Vereinigung, welche ausschließlich Meistern der Freimaurerei offenstand.
Beim Tod von Robert Wentworth Little wurde Woodman 1878 dessen Nachfolger als „Supreme Magus“ der Gesellschaft. Als Studierter der Kabbalah, der Ägyptologie und vertraut mit den Werken der Gnostiker, Platoniker, Neuplatoniker und mittelalterlichen Wissenschaften wie Astrologie, Alchemie und Tarot verlieh er der Gesellschaft einen Anstrich von Spiritualismus, obschon sie nicht eigentlich als Schule für kabbalistische und okkulte Lehren vorgesehen war. William Wynn Westcott und Samuel Liddell MacGregor Mathers, die beiden nachmaligen Gründer des Esoteric Order of the Golden Dawn waren ebenfalls Mitglieder der Rosenkreuzer-Gesellschaft.
Ihnen waren rituelle Magie, Alchemie und Kabbalah große Anliegen. Dies vertiefte ihre Freundschaft mit Woodman und führte zu einem Wachstum der Gesellschaft. Woodman war lange Jahre eine Art Mentor für Westcott, der ihn kennengelernt hatte, kurz nachdem sich dieser in London niedergelassen hatte.
Zu dem Zeitpunkt, als der Esoteric Order of the Golden Dawn in seinen Anfängen steckte, waren viele Leute unzufrieden mit den esoterischen Studienmöglichkeiten, welche sich ihnen boten. Beispielsweise hatte Helena Petrovna Blavatsky eine Gruppe gegründet, welche Theosophische Gesellschaft genannt wurde. Diese zog mit ihren spirituellen und intellektuellen Inhalten viele Leute an, obschon viele sich wegen ihres orientalischen Einflusses abgestoßen fühlten. Mathers, Westcott und Woodman glaubten, diesen Unzufriedenen, die das verborgene Wissen suchten, etwas Besseres und Andersartiges anbieten zu können.
Es war schließlich Westcott, der Woodman dafür gewinnen konnte, sich an der Gründung des Golden Dawn zu beteiligen. Woodman war wesentlich älter als Westcott und Mathers. Seine Rolle bei der Schaffung des Ordens verlieh diesem einen Anflug von Hingabe und Ehrbarkeit. Er zog sich zu diesem Zeitpunkt aus der Medizin zurück und sein würdevolles, viktorianisches Auftreten macht ihn zu einer perfekten Führerfigur für den Orden. Sein Alter verleitete viele Leute zu der irrigen Ansicht, dass der Orden ein Altmännerclub sei. Dies war jedoch kaum der Fall, hatten doch die Mitglieder vier Jahre nach der Gründung ein Durchschnittsalter zwischen 20 und 30.
Woodman hielt sich aber vom Rampenlicht fern. Obschon er vielleicht der führende Geist des Ordens war, beteiligte er sich nur begrenzt. Sein fortgeschrittenes Alter, die angegriffene Gesundheit und die Tatsache, dass er in einem recht weit entfernten Vorort wohne, hielt ihn zu einem gewissen Grad zurück.
Es gibt relativ wenige Veröffentlichungen von Woodman. Dies ist umso erstaunlicher, als er viele Schriften verfasst hat und unter anderem Mitherausgeber des Rosicrucian, einer Zeitschrift der Rosenkreuzer-Gesellschaft, war.
Woodman starb am 20. Dezember 1891 nach kurzer Krankheit. Er hinterließ einen Brief an Westcott, in welchem er diesen zu seinem Nachfolger bei der Societas Rosicruciana in Anglia bestimmte.